# Fiction

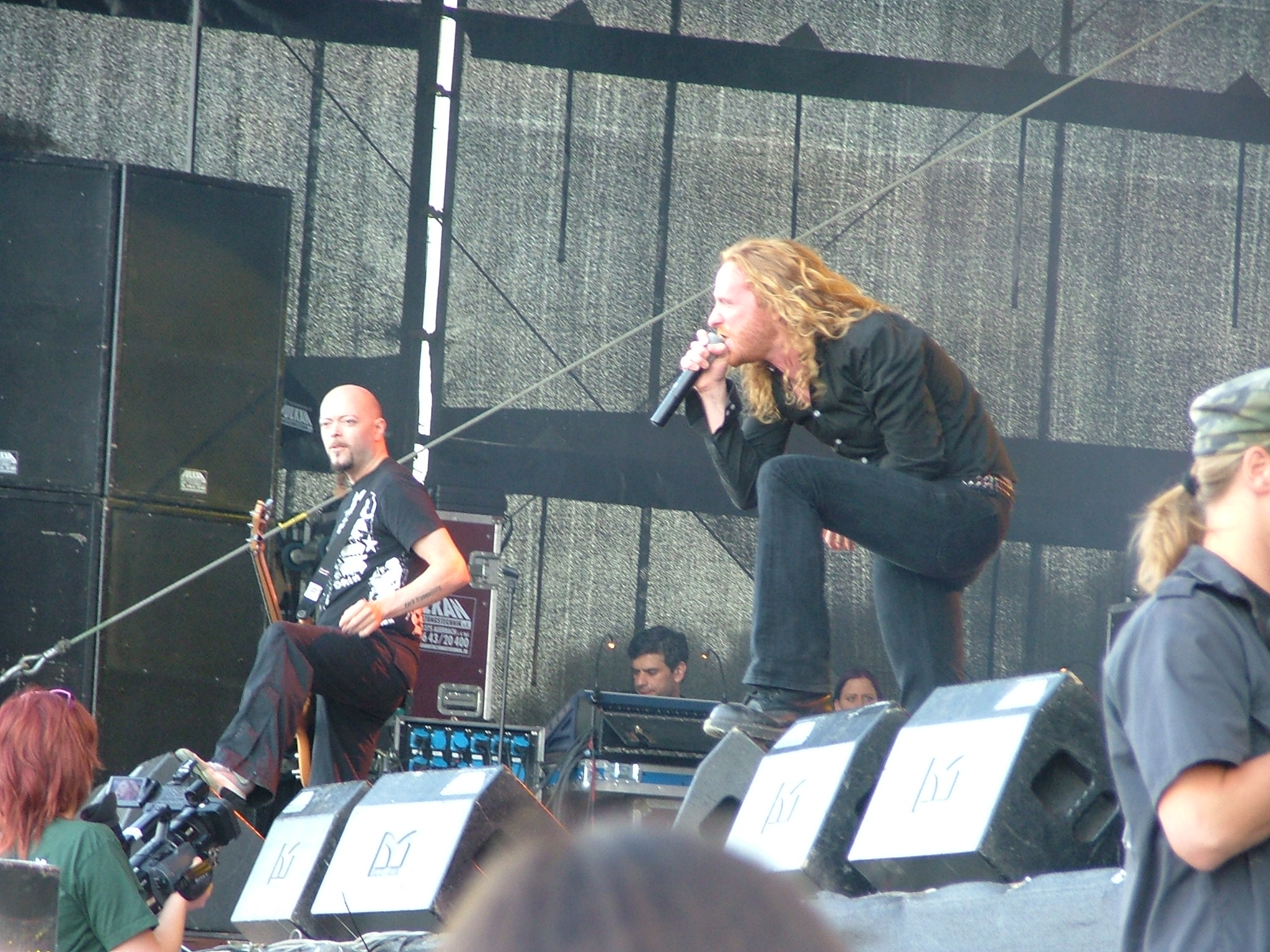
Die Band Dark Tranquillity beim Summer Breeze.

Fiction ist das achte Studioalbum der schwedischen Melodic-Death-Metal-Band Dark Tranquillity. Das Album wurde am 20. April 2007 (Europa) bzw. am 17. April 2007 (Nordamerika) via Century Media veröffentlicht.

## Entstehung
Nachdem alle bisherigen Dark-Tranquillity-Alben von Frederik Nordström produziert wurden, ging die Band bei Fiction neue Wege. Die Musik wurde zwischen Oktober und November 2006 in verschiedenen Studios aufgenommen. Gitarre und Gesang wurden im Rogue Music und Nacksving Studion aufgenommen, der Bass und die Elektronik im Rogue Music Studio und das Schlagzeug im IF Studio.
Das Lied Inside the Particle Storm wurde komplett vom Gitarristen Niklas Sundin geschrieben. Sundin ist auch für das Artwork des Albums verantwortlich. Zum ersten Mal seit dem Haven-Album (2000) singt Mikael Stanne wieder mit seiner klaren Stimme. Auf Fiction hört man die Klarstimme bei Misery’s Crown und The Mundane and the Magic.
Beim abschließenden Lied The Mundane and the Magic ist die Theatre-of-Tragedy-Sängerin Nell Sigland zu hören. Zum ersten Mal seit UnDo Control (vom Album Projector, 1999) ist damit wieder eine Sängerin auf einem Dark-Tranquillity-Album zu hören. Den Kontakt zu Sigland stellte der Keyboarder Martin Brändström her. Brändström ist neben seiner Tätigkeit bei Dark Tranquillity Live-Keyboarder bei Tiamat und lernte Sigland bei einer gemeinsamen Tour kennen.
Gemischt und gemastert wurde das Album von Tue Madsen. Die fertigen Aufnahmen wurden von der Band ohne Kommentar zugeschickt und auch während des Abmischens war kein Bandmitglied in Madsens Antfarm Studio anwesend.
Das Lied Focus Shift wurde am 1. Februar 2007 auf die Myspace-Seite hochgeladen, zu diesem Song wurde ein Videoclip gedreht. Regie führte Roger Johansson, der bereits bei den Videoclips für Lost to Apathy und The New Built Regie führte.

## Lyrischer Hintergrund
Der Albumtitel Fiction fasst laut Sänger Mikael Stanne das textliche Gesamtkonzept des Albums zusammen. „Es geht darum, nicht vor seinen Problemen zu fliehen oder sie auszublenden, sondern Kraft aus ihnen zu ziehen, um etwas neues zu schaffen.“ () In The Lesser Faith (ursprünglicher Arbeitstitel war SignifiCunt) beschäftigt sich Stanne mit den Phänomen, dass sich viele Menschen auf höhere Kräfte verlassen, anstatt ihr Leben selbst in die Hand zu nehmen. Bei Icipher schildert Stanne seine Beobachtungen, dass das Verhalten vieler Menschen von ihren Ängsten diktiert wird. Zu dem Albumtitel erklärte er außerdem folgendes: „Einerseits wollte ich meine Texte diesmal nicht zu persönlich werden lassen, deshalb habe ich für die Platte fiktive Charaktere erschaffen, auf die ich meine Sorgen und Probleme projizieren konnte. Andererseits fasst "Fiction" teilweise das textliche Gesamtkonzept zusammen.“ ()

## Versionen
Die reguläre CD enthält die unten aufgeführten zehn Titel. In Japan und Australien enthält das Album jeweils einen Bonustitel (A Closer End bzw. Winter Triangle). Außerdem erschien Fiction noch als Schallplatte. Der LP liegt das Album zusätzlich als CD bei. Wie schon beim Vorgänger Character hat die LP ein anderes Cover.
Darüber hinaus gibt es ein limitiertes CD/DVD-Paket. Die DVD enthält die Videoclips zu Focus Shift und The New Build (ein Lied vom Vorgängeralbum Character), einen Studioreport, Liveaufnahmen, Wallpapers, einen Bildschirmschoner und einen Aufnäher. Das Booklet bei dieser limitierten Version ist mit 20 Seiten umfangreicher als bei der normalen Version. Zu guter Letzt wird die limitierte Version in einem durchsichtigen Slipcase ausgeliefert. Ein Teil der Erstauflage der Special Edition verfügt über einen Fehler, so lässt sich der Screensaver dort nicht öffnen. Die Band stellt auf ihrer Website eine funktionierende Version zur Verfügung.

## Titelliste
| Nr. | Titel                                | Länge | Musik                                  | Text   |
| --- | ------------------------------------ | ----- | -------------------------------------- | ------ |
| 1   | Nothing to No One                    | 4:10  | Henriksson, Sundin                     | Stanne |
| 2   | The Lesser Faith                     | 4:37  | Henriksson, Jivarp, Nicklasson, Sundin | Stanne |
| 3   | Terminus (Where Death is Most Alive) | 4:24  | Henriksson, Sundin                     | Stanne |
| 4   | Blind at Heart                       | 4:21  | Henriksson                             | Stanne |
| 5   | Icipher                              | 4:39  | Brändström, Henriksson, Jivarp         | Stanne |
| 6   | Inside the Particle Storm            | 5:29  | Sundin                                 | Sundin |
| 7   | Empty Me                             | 4:59  | Henriksson                             | Stanne |
| 8   | Misery’s Crown                       | 4:14  | Brändström, Henriksson, Jivarp, Sundin | Stanne |
| 9   | Focus Shift                          | 3:36  | Henriksson                             | Stanne |
| 10  | The Mundane and the Magic            | 5:17  | Henriksson, Jivarp                     | Stanne |

Am 20. Juni 2008 wurde die Fiction Expanded Edition veröffentlicht, die zusätzlich diese Titel enthielt:
| Nr. | Titel                                                                     | Länge | Musik                                  | Text         |
| --- | ------------------------------------------------------------------------- | ----- | -------------------------------------- | ------------ |
| 11  | A Closer End                                                              | 4:10  | Jivarp, Henriksson, Sundin             | Stanne       |
| 12  | Winter Triangel                                                           | 2:18  | Sundin                                 | Instrumental |
| 13  | Below the Radiance                                                        | 3:26  | Jivarp, Henriksson                     | Stanne       |
| 14  | Silence in the House of Tongues                                           | 3:26  | Sundin                                 | Instrumental |
| 15  | Terminus (Where Death Is Most Alive) (Live at Summerbreeze Festival 2007) | 4:41  | Henriksson, Sundin                     | Stanne       |
| 16  | The Lesser Faith (Live at Summerbreeze Festival 2007)                     | 4:48  | Henriksson, Jivarp, Nicklasson, Sundin | Sundin       |

## Chartplatzierungen
| ChartsChartplatzierungen | Höchstplatzierung | Wochen |
| ------------------------ | ----------------- | ------ |
| Deutschland (GfK)        | 59 (1 Wo.)        | 1      |
| Schweden (GLF)           | 12 (3 Wo.)        | 3      |

## Focus-Shift-EP
Gegen Ende der US-Tour im April 2007 wurde eine spezielle „Tour-EP“ verkauft. Diese EP enthält die Lieder Focus Shift und Terminus (Where Death is Most Alive).